# Marche pour la vie (Bruxelles)
Pour les articles homonymes, voir Marche pour la vie.
La marche pour la vie est une manifestation annuelle pro-vie à Bruxelles, militant pour un plus important respect pour la vie humaine depuis la conception jusqu'à la mort naturelle, contre l'avortement, l'euthanasie et la gestation pour autrui.

## Histoire

### Débuts
La marche pour la vie a eu lieu la première fois à l'occasion de la dépénalisation de l'avortement en Belgique en 1990. 

### Renouveau
Vingt ans après cette dépénalisation, en 2010, une marche pour la vie était à nouveau organisée pour la première fois à Bruxelles, à l'initiative d'un groupe de jeunes. À partir de ce moment, une équipe d'organisation continue a été formée avec la conséquence que la marche a eu lieu chaque année depuis. La dixième édition a eu lieu le 31 mars 2019. 
Quelques centaines de participants se sont présentés à la première édition de 2010, dont Mgr André Léonard, alors archevêque de Malines-Bruxelles,.  Mgr Guy Harpigny, évêque de Tournai a participé à la troisième édition en 2012. Tandis que Mgr Johan Bonny, évêque d'Anvers régulièrement qualifié de progressiste, a apporté son soutien en 2016. Éric de Beukelaer, vicaire épiscopal de Liège et ancien porte parole de la Conférence épiscopale de Belgique, a plusieurs fois apporté son soutien à l'événement,,. 
En 2017, la marche pour la vie a retenu l'attention particulières des médias grâce à la présence de Stéphane Mercier en tant qu'invité spécial,. C'est un ancien professeur de philosophie de l'Université catholique de Louvain, suspendu peu de temps avant pour une durée indéterminée, parce que pendant ses cours, il a discuté de ce qu'il appelle, une « philosophie pour la vie », dans laquelle l'avortement est mis en question.